# Per Jan Ingebrigtsen
Per Jan Ingebrigtsen född 19 juni 1946, är en norsk författare som skriver på nynorska. 
Ingebrigtsen har undervisat vid Stord vidaregåande skule. Han har sedan 2013 jobbat som författare och teaterinstruktör på heltid. Några av hans skådespel är översatt til svenska och engelska. 
Han har skrivit sångtexter till 14 CD för olika artister, bland andra Helge Jordal. 